# 中島忠能
中島 忠能（なかじま ただよし、1932年9月16日 - 2023年7月29日）は、日本の官僚。元人事院総裁。

## 略歴
- 1956年（昭和31年） 6級職国家公務員採用試験（法律）合格
- 京都大学法学部卒業
- 1957年（昭和32年） 自治庁入庁
- 1964年（昭和39年）7月1日 福井県総務部税務課長
- 1965年（昭和40年）11月1日 福井県総務部地方課長
- 1973年（昭和48年）8月1日 群馬県県民生活部長
- 1974年（昭和49年）6月25日 群馬県総務部長
- 1978年（昭和53年）9月12日 消防庁予防救急課長
- 1980年（昭和55年）8月1日 自治省行政局公務員部公務員第一課長
- 1981年（昭和56年）8月10日 自治省行政局行政課長
- 1983年（昭和58年）11月15日 自治省行政局公務員部長
- 1986年（昭和61年）1月1日 人事院事務総局職員局長
- 1987年（昭和62年）1月20日 人事院事務総局給与局長
- 1990年（平成2年）1月16日 人事院事務総長
- 1993年（平成5年）1月16日 退官
- 1997年（平成9年）6月24日 人事院総裁
- 2007年（平成19年）11月3日 瑞宝大綬章受章